# Snooker Shoot-Out 2024
Le Snooker Shoot-Out 2024 est un tournoi de snooker classé comptant pour la saison 2024-2025. L'épreuve se déroule du 4 décembre 2024 au 7 décembre 2024 à la Mattioli Arena de Leicester, en Angleterre. Elle est organisée par la WPBSA et parrainée par la société de paris anglaise BetVictor.

## Déroulement

### Contexte avant le tournoi
Le tournoi fait partie de la BetVictor Snooker Series. Le sponsor décernera un bonus de 150 000 £ au joueur qui amassera le plus de points lors des huit tournois sponsorisés par la société BetVictor.
La règle du temps est toujours présente : chaque match dure au maximum 10 minutes, à l'issue desquelles une sirène retentit. Les joueurs disposent de 15 secondes par coup, puis de 10 secondes au bout de 5 minutes de match. Une fois le chronomètre écoulé, le joueur ayant marqué le plus de points s'impose. En cas d'égalité, ils doivent s'affronter en mort subite sur la bille bleue (à la façon des penalties).
Le tenant du titre est Mark Allen, qui avait battu Cao Yupeng en finale l'année passée.

### Faits marquants
Lors du premier tour, Elliot Slessor bat Mostafa Dorgham sur le score de 7 points à 1, ce qui constitue le score cumulé le plus faible dans l'histoire du Shoot-Out.
Mark Selby est le seul joueur en quart de finale à avoir déjà remporté un tournoi classé professionnel.
Le joueur Écossais Liam Graham, âgé de 20 ans et pointant au 100e rang mondial, réalise la meilleure performance de sa carrière en atteignant la finale du tournoi. Il triomphe tour à tour de Mink Nutcharut, He Guoqiang, Ali Carter, Noppon Saengkham, Martin O'Donnell puis du quadruple champion du monde Mark Selby. Il affronte le joueur local Tom Ford, qui a battu Wu Yize en demi-finale à l'issue d'une mort subite sur la bille bleue.
Liam Graham débute mieux la finale et mène 28-8, avant de manquer un empochage à une minute du terme du match. Tom Ford remonte au score et s'impose 31-28 dans les ultimes secondes. Il s'agit de son premier tournoi classé en 23 années de carrière.

## Dotation
La répartition des prix est la suivante :
- Vainqueur : 50 000 £
- Finaliste : 20 000 £
- Demi-finalistes : 8 000 £
- Quart de finalistes : 4 000 £
- 8es de finalistes : 2 000 £
- 16es de finalistes : 1 000 £
- 32es de finalistes : 500 £
- 1er tour : 250 £
- Meilleur break : 5 000 £

Dotation totale : 171 000 £

## Tableau

### 1ertour
4 décembre – Session de l'après-midi
| - Ross Muir 0–68 Mark Allen - Hossein Vafaei 46–34 Julien Leclercq - Jiang Jun 7–58 Antoni Kowalski - Lyu Haotian 65–28 Tian Pengfei - Robert Milkins 45–42 Joe Shannon - Louis Heathcote 65–31 Ahmed Aly Elsayed - Jonas Luz 20–23 Paul Deaville - David Gilbert 74–1 David Grace | - Matthew Selt 33–46 Ryan Day - Dean Young 1–51 Florian Nüßle - Fan Zhengyi 66–18 Wang Yuchen - Anthony McGill 40–7 Sophie Nix - Joel Connolly 12–39 Aaron Hill - Reanne Evans 8–79 Gary Wilson - Joe Perry 8–33 Gong Chenzhi - Daniel Boyes 13–80 Wu Yize |

4 décembre – Session du soir
| - Thepchaiya Un-Nooh 75–30 Jimmy White - Zhou Yuelong 57–49 Andrew Pagett - Pang Junxu 33–65 Zak Surety - Haris Tahir 16–40 David Lilley - Jordan Brown 0–97 Si Jiahui - Ka Wai Cheung 14–72 Andrew Higginson - Huang Jiahao 74–15 Hammad Miah - Xiao Guodong 23–11 Anthony Hamilton | - Matthew Stevens 24–18 Yuan Sijun - Daniel Womersley 1–42 Long Zehuang - Chris Totten 33–36 Duane Jones - Ian Burns 28–60 Ma Hailong - Joe O'Connor 46–44 Sanderson Lam - Haydon Pinhey 34–3 Mitchell Mann - Noppon Saengkham 30–17 Liu Hongyu - Ashley Carty 43–13 Kayden Brierley |

5 décembre – Session de l'après-midi
| - Mark Selby 85–17 Baipat Siripaporn - Stan Moody 11–14 Riley Powell - Lewis Ullah 18–7 Steven Wardropper - Jackson Page 37–3 Manasawin Phetmalaikul - Mink Nutcharut 13–24 Liam Graham - 'Zhang Anda 101–0 Hatem Yassen - Sion Stuart 12–27 Martin O'Donnell - Alfie Burden 71–26 Ben Woollaston | - Graeme Dott 56–40 Ben Mertens - Bai Yulu 47–36 Jamie Clarke - Vladislav Gradinari 52–2 Daniel Wells - Tom Ford 69–31 Xing Zihao - Robbie Williams 44–30 Michael Holt - Bulcsú Révész 35–23 Farakh Ajaib - Jimmy Robertson 13–21 Liam Pullen - Sean O'Sullivan 13–69 Shaun Murphy |

5 décembre – Session du soir
| - Neil Robertson 73–14 Simon Blackwell - Oliver Lines 33–50 Allan Taylor - Stuart Carrington 13–62 Dylan Emery - Mark Davis 11–39 Liam Davies - Iulian Boiko 80–5 Jack Lisowski - Ishpreet Singh Chadha 59–7 Amir Sarkhosh - Mark Joyce 50–17 Joshua Thomond - Gerard Greene 66–24 Robbie McGuigan | - He Guoqiang 52–29 Stuart Bingham - Jamie Jones 84–1 Rory Thor - Anton Kazakov 21–33 Artemijs Žižins - Kreishh Gurbaxani 53–51 Lei Peifan - Mostafa Dorgham 1–7 Elliot Slessor - Alexander Ursenbacher 53–74 Xu Si - Joshua Cooper 22–66 Jak Jones - Ali Carter 17–2 Chris Wakelin |

### 32esde finale
6 décembre – Session de l'après-midi
| - Graeme Dott 7–71 Robert Milkins - Iulian Boiko 17–39 Florian Nüßle - Bulcsú Révész 45–73 Fan Zhengyi - Artemijs Žižins 13–26 Ashley Carty - Zhang Anda 65–12 Bai Yulu - Antoni Kowalski 50–12 Riley Powell - Gong Chenzhi 15–45 Huang Jiahao - Hossein Vafaei 55–57 Andrew Higginson | - Wu Yize 52–51 Matthew Stevens - Ryan Day 19–55 Dylan Emery - David Lilley 13–14 Noppon Saengkham - Anthony McGill 1–69 Duane Jones - He Guoqiang 13–57 Liam Graham - Ishpreet Singh Chadha 16-64 Jamie Jones - Neil Robertson 59–49 Jackson Page - Mark Allen 8–36 Si Jiahui |

6 décembre – Session du soir
| - Shaun Murphy 0–73 David Gilbert - Thepchaiya Un-Nooh 0–63 Aaron Hill - Liam Pullen 48–37 Zak Surety - Gary Wilson 28–50 Liam Davies - Elliot Slessor 60–21 Mark Joyce - Alfie Burden 23–39 Robbie Williams - Kreishh Gurbaxani 47–30 Xu Si - Xiao Guodong 17–83 Martin O'Donnell | - Joe O'Connor 41–58 Allan Taylor - Long Zehuang 15–18 Vladislav Gradinari - Haydon Pinhey 62–21 Gerard Greene - Tom Ford 72–10 Paul Deaville - Ma Hailong 57–46 Lewis Ullah - Zhou Yuelong 115–0 Louis Heathcote - Ali Carter 50–19 Lyu Haotian - Mark Selby 73–8 Jak Jones |

### 16esde finale
7 décembre – Session de l'après-midi
| - Neil Robertson 2–48 Liam Pullen - Dylan Emery 8–50 Noppon Saengkham - Zhou Yuelong 38–39 Florian Nüßle - Duane Jones 21–39 Tom Ford - Antoni Kowalski 85–9 Vladislav Gradinari - Andrew Higginson 49–16 Ma Hailong - Wu Yize 47–30 Liam Davies - Zhang Anda 17–83 Elliot Slessor | - Mark Selby 26–7 Jamie Jones - Liam Graham 43–37 Ali Carter - Aaron Hill 37–42 Allan Taylor - Si Jiahui 7–51 Martin O'Donnell - Kreishh Gurbaxani 30–10 Ashley Carty - Robbie Williams 49–42 Fan Zhengyi - Huang Jiahao 81–0 David Gilbert - Robert Milkins 56–21 Haydon Pinhey |

### 8esde finale
7 décembre – Session du soir
| - Mark Selby 80–0 Liam Pullen - Antoni Kowalski 18–30 Florian Nüßle - Allan Taylor 3–42 Andrew Higginson - Elliot Slessor 43–46 Wu Yize | - Robert Milkins 31–56 Martin O'Donnell - Robbie Williams 11–50 Huang Jiahao - Kreishh Gurbaxani 26–55 Tom Ford - Noppon Saengkham 7–59 Liam Graham |

### Quarts de finale
7 décembre – Session du soir
| - Mark Selby 104–1 Florian Nüßle - Wu Yize 71–6 Andrew Higginson | - Martin O'Donnell 13–19 Liam Graham - Tom Ford 64–23 Huang Jiahao |

### Demi-finales
7 décembre – Session du soir
- Liam Graham 38–20  Mark Selby
- Tom Ford 32*–32  Wu Yize

### Finale
7 décembre – Session du soir (Arbitre :  Ben Williams)
- Liam Graham 28–31  Tom Ford

## Centuries
- 101  Zhou Yuelong